# Роґусько
Роґусько (пол. Rogusko, нім. Rogusko) — село в Польщі, у гміні Нове-Място-над-Вартою Сьредського повіту Великопольського воєводства.
Населення — 43 особи (2011).
У 1975-1998 роках село належало до Познанського воєводства.

## Демографія
Демографічна структура станом на 31 березня 2011 року:
|          | Загалом | Допрацездатний вік | Працездатний вік | Постпрацездатний вік |
| -------- | ------- | ------------------ | ---------------- | -------------------- |
| Чоловіки | 24      | 5                  | 13               | 6                    |
| Жінки    | 19      | 0                  | 12               | 7                    |
| Разом    | 43      | 5                  | 25               | 13                   |